# Vũng đá Piana
42°15′9″B 8°39′26″Đ / 42,2525°B 8,65722°Đ
Vũng đá Piana' (tiếng Pháp: Calanques de Piana; tiếng Corse: E Calanche di Piana) là một vũng đá (calanques) nằm tại đảo Corse (Pháp), giữa Ajaccio và Calvi.
Đây là một phong cảnh đá kỳ quái ở phía nam Porto trong Công viên tự nhiên vùng Corse. Những tảng đá của đá granit đỏ có độ cao khoảng 400 m so với mực nước biển nằm sát bờ biển, chúng dường như phát sáng màu đỏ dưới ánh nắng mặt trời tương ứng
Cùng với Vịnh Girolata, Vịnh Porto và Khu bảo tồn thiên nhiên Scandola, Piana được UNESCO công nhận là Di sản Thế giới vào năm 1983.
Điểm đặc biệt của Vũng đá Piana là cái gọi là Tafoni, dạng phong hóa điển hình của đá. Các hình thức kỳ quái kích thích trí tưởng tượng và có tên thích hợp. Nhà văn Guy de Maupassant gọi Calanche là "một đàn thú kỳ quái của những cơn ác mộng".

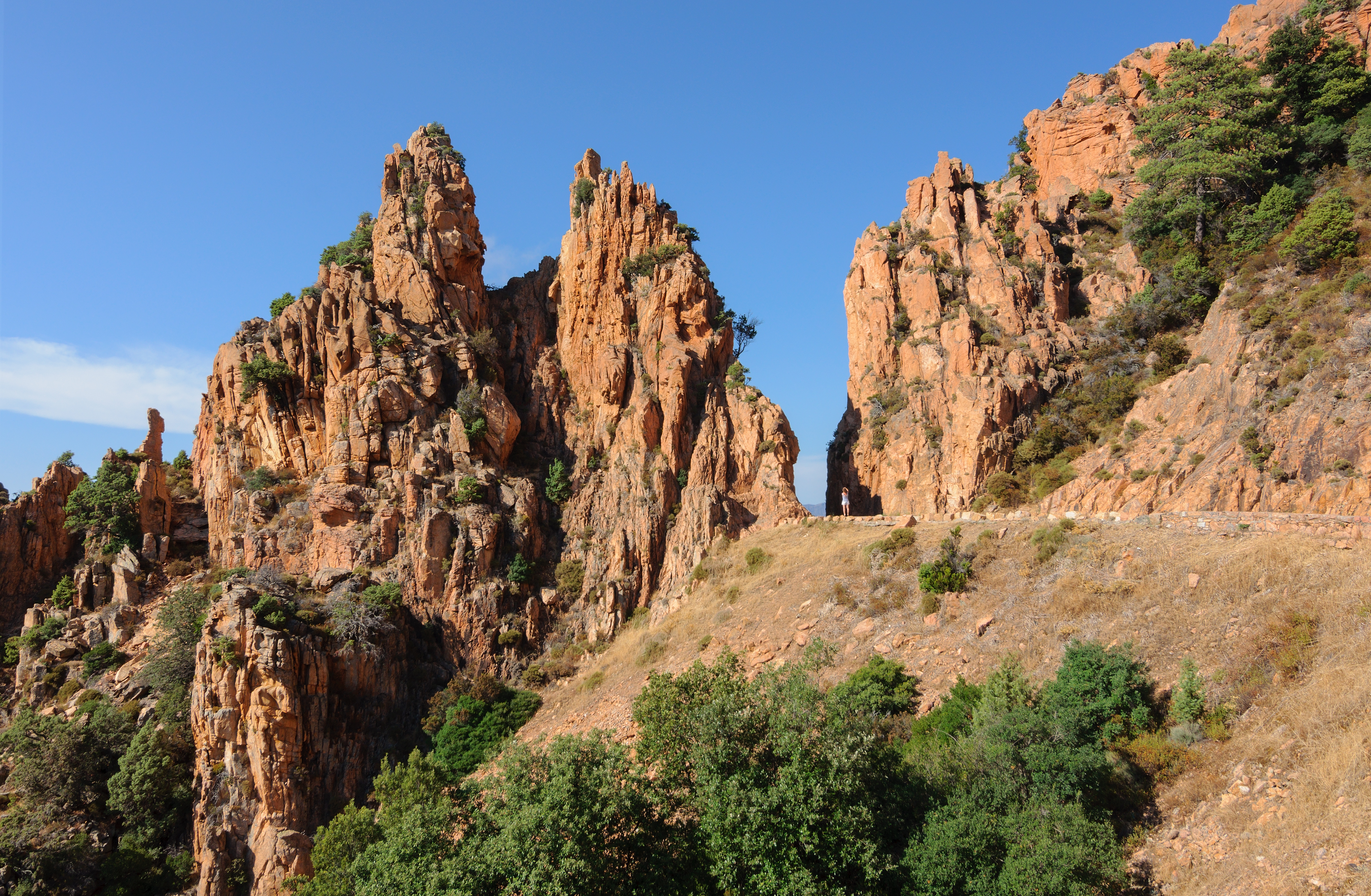
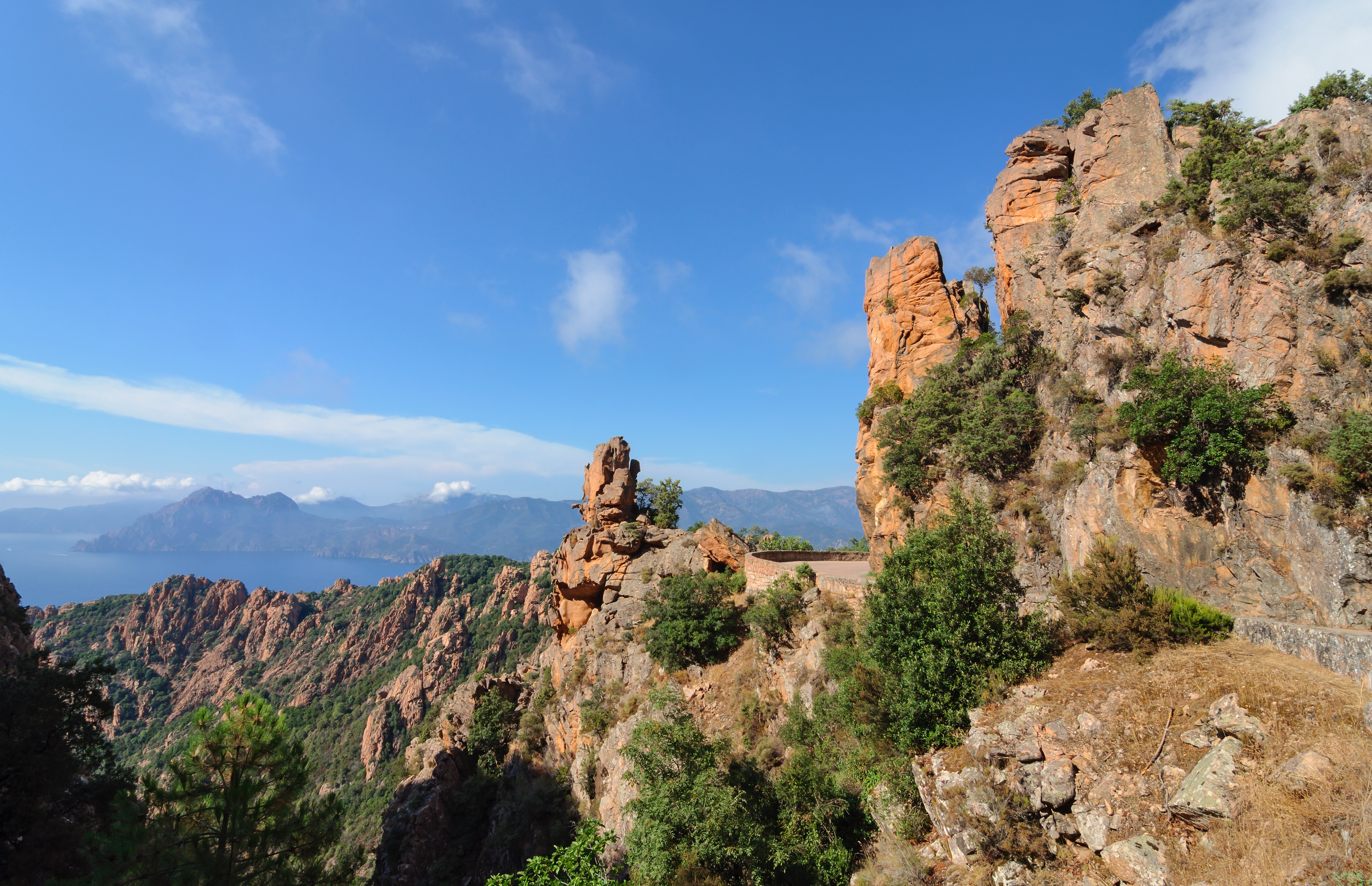
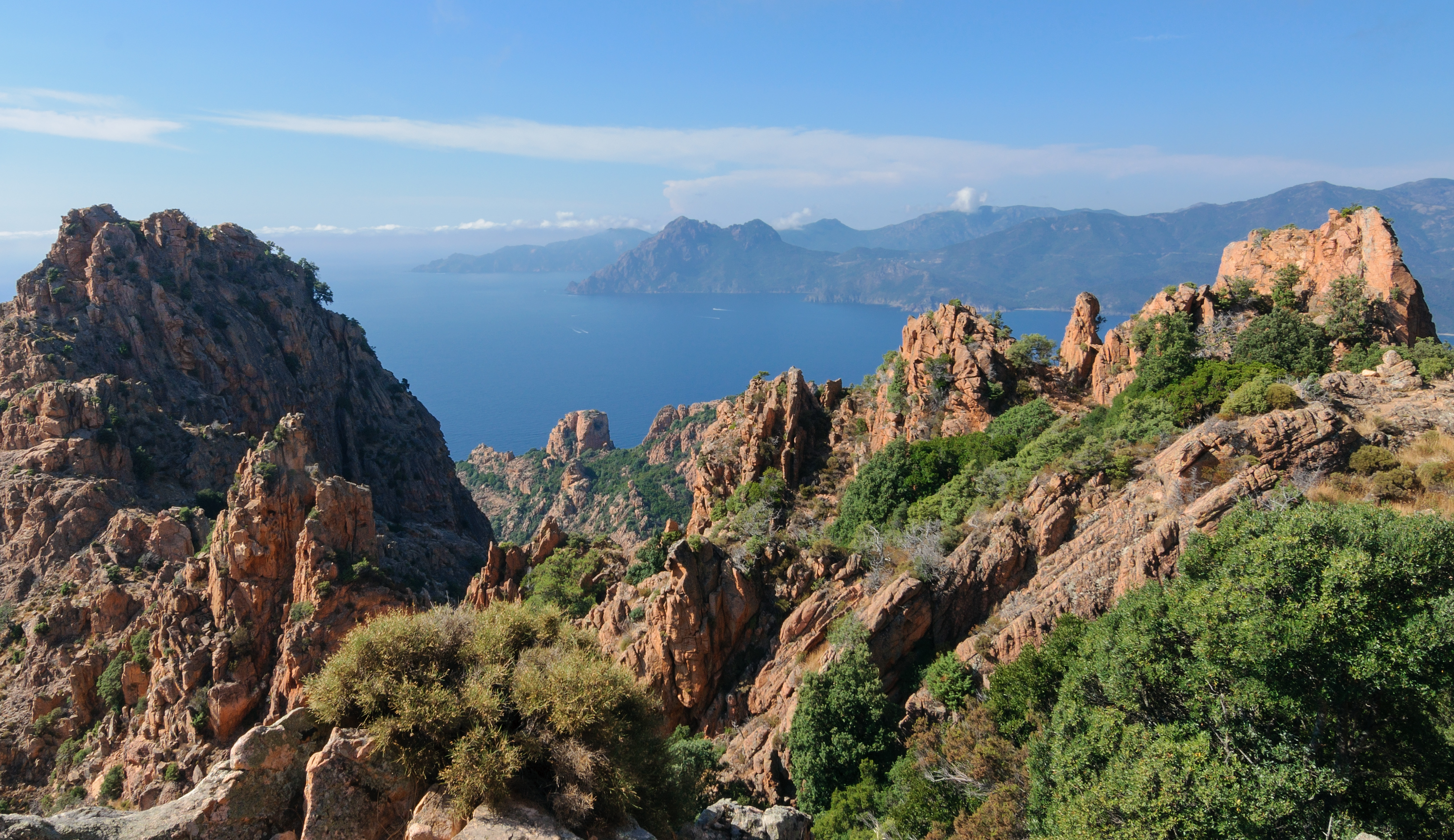
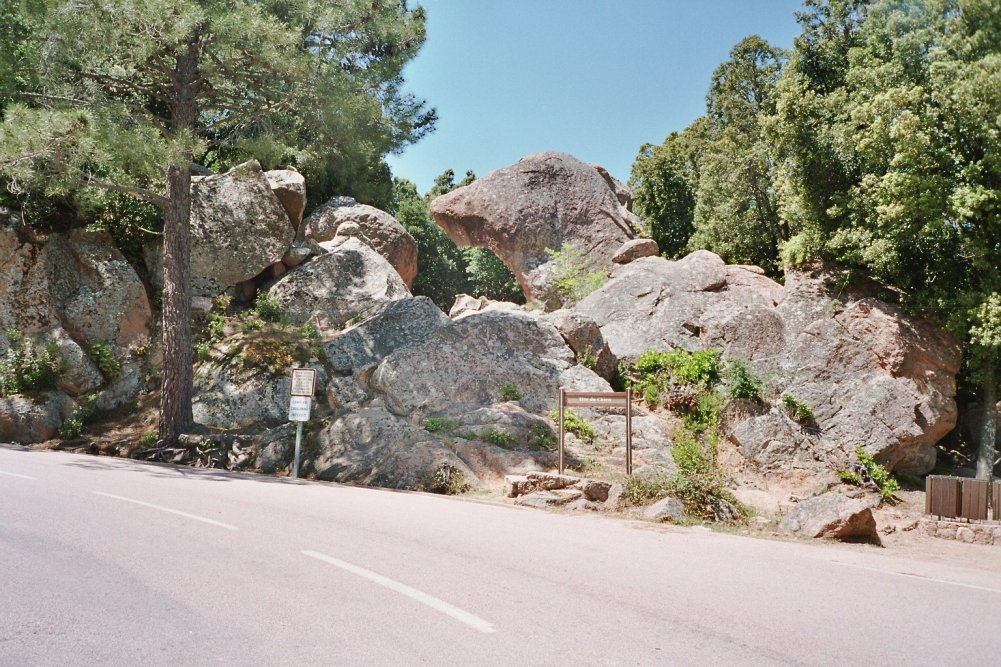
"Đầu gà"
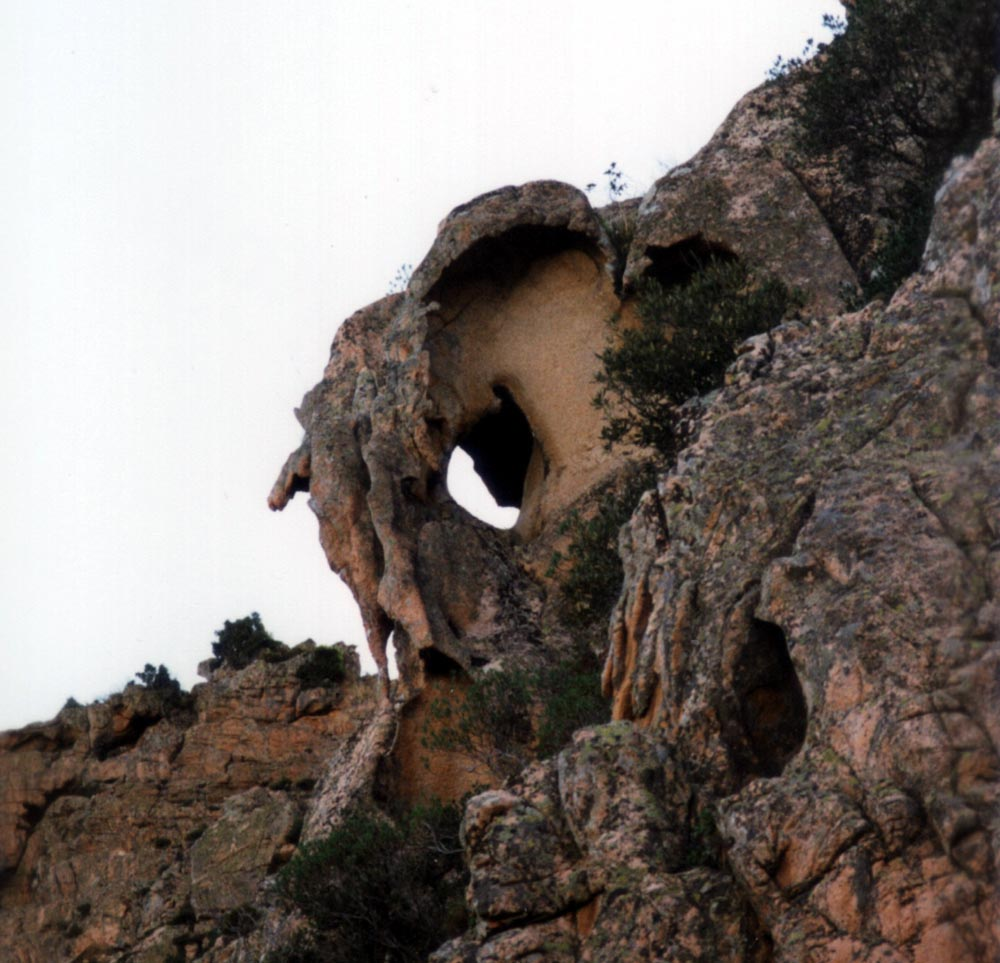
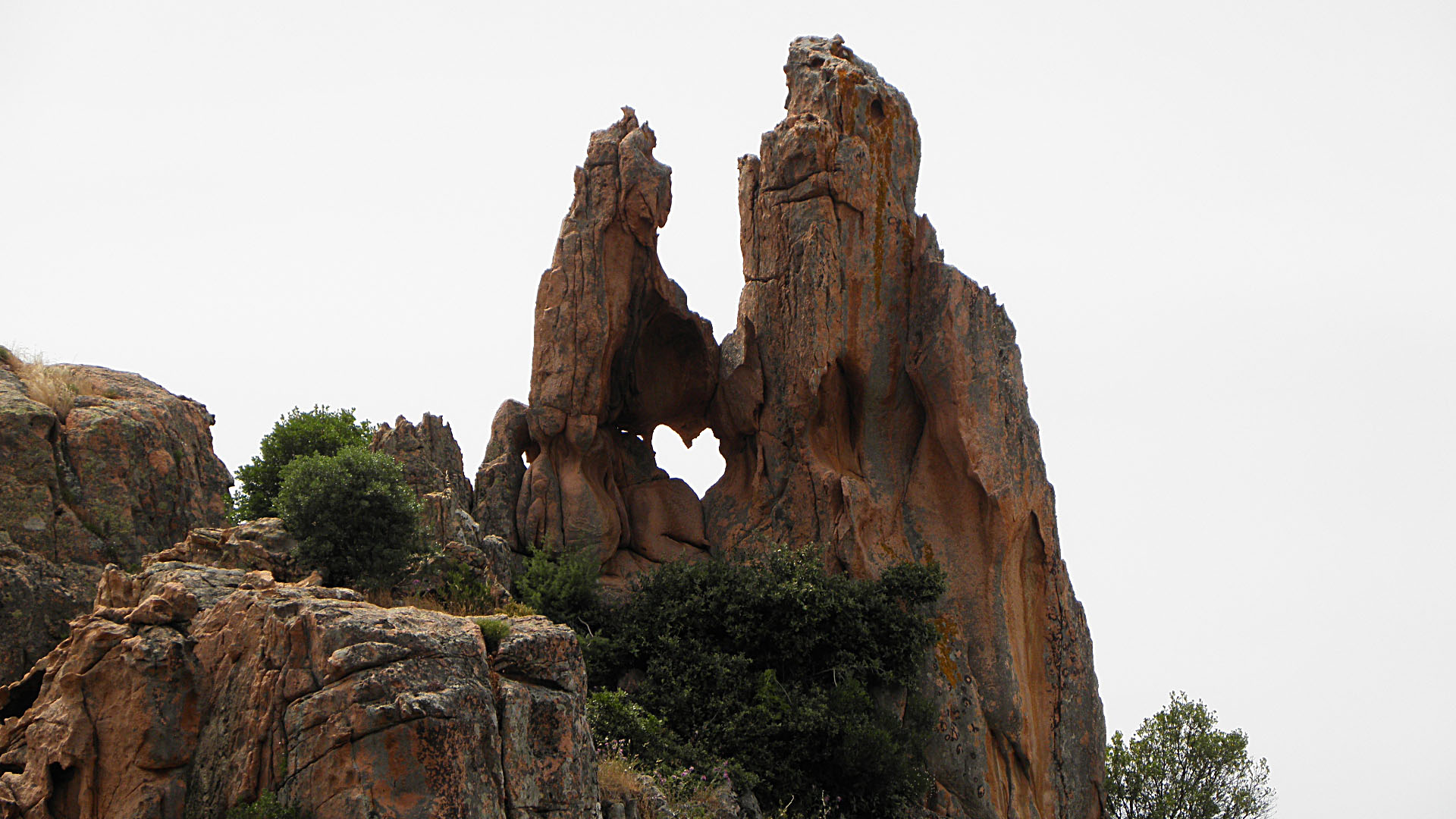
"Trái tim"
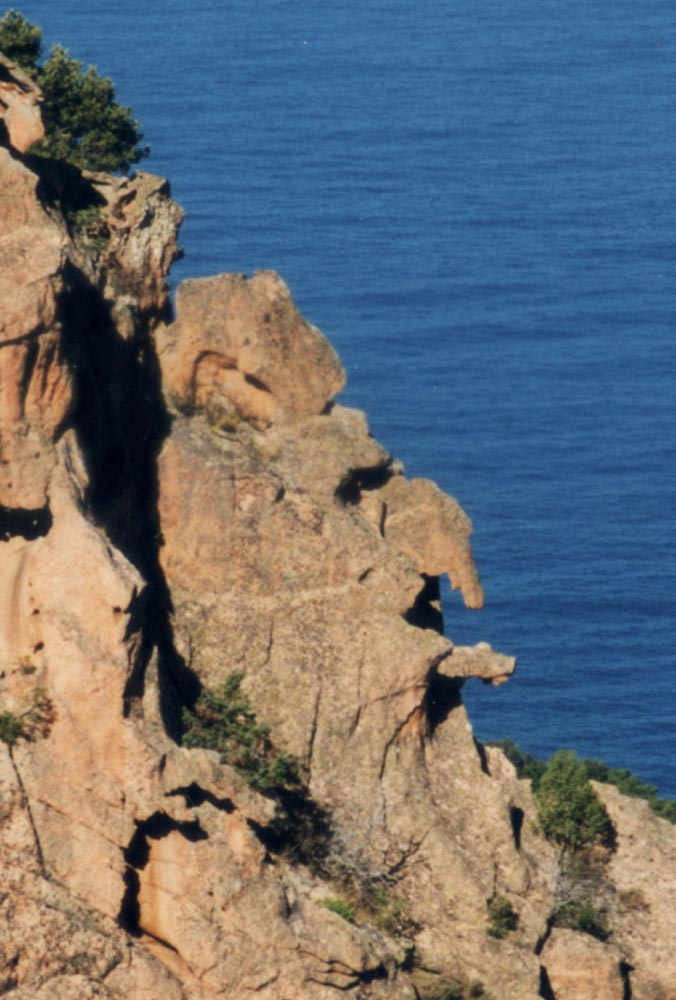
Đầu Calanche